# Amtsgericht Priebus
Das Amtsgericht Priebus war ein preußisches Amtsgericht mit Sitz in Priebus.

## Geschichte
In Priebus bestand von 1849 bis 1879 die Gerichtskommission Priebus des Kreisgerichts Sagan. Das königlich preußische Amtsgericht Priebus wurde mit Wirkung zum 1. Oktober 1879 als eines von 14 Amtsgerichten im Bezirk des Landgerichtes Glogau im Bezirk des Oberlandesgerichtes Breslau gebildet. Der Sitz des Gerichtes war Priebus. Sein Gerichtsbezirk umfasste aus dem Landkreis Sagan den Stadtbezirk Priebus und die Amtsbezirke Gräfenhain, Groß Petersdorf, Priebus und Reichenau bei Priebus sowie Teile des Amtsbezirkes Wiesau. Am Gericht bestand 1880 eine Richterstelle. Das Amtsgericht war damit ein kleines Amtsgericht im Landgerichtsbezirk.
Im Jahre 1945 wurde der Amtsgerichtsbezirk unter polnische Verwaltung gestellt, und die deutschen Einwohner wurden vertrieben. Damit endete auch die Geschichte des Amtsgerichtes Priebus.